# Tim Walter
Tim Laszlo Walter (Bruchsal, 8 november 1975) is een Duits voetbaltrainer. Sinds zijn ontslag in november 2024 bij het Engelse Hull City heeft hij nog geen nieuwe club gevonden.

## Spelersloopbaan
In het seizoen 1997/98 debuteerde de 21-jarige Walter in het eerste elftal van vijfdeklasser SG Dielheim, waarmee hij dat seizoen degradeerde. Daarna stapte hij over naar de amateurs van ASV Durlach. In 2002 beëindigde hij zijn actieve spelersloopbaan

## Trainersloopbaan

### Karlsruher SC (jeugd)
In het seizoen 2006/07 begon Walter zijn trainersloopbaan als assistent van Markus Kauczinski bij de onder-19 van Karlsruher SC. Een jaar later kreeg hij zijn eerste eigen team als hoofdtrainer van de onder-15. Na vijf seizoenen schoof hij door naar de onder-17, waarmee hij in 2012 de Zuid-Duitse jeugdtitel veroverde. In het seizoen 2014/15 keerde hij terug bij de onder-19, ditmaal als hoofdcoach. Onder zijn leiding bereikte het team de halve finales van het Duits kampioenschap voor jeugdteams, waarmee hij de aandacht trok van Bayern München. Na een aanbieding van die club maakte hij de overstap. 

### Bayern München (jeugd)
In juli 2015 tekende Walter een driejarig contract bij Bayern München, dat hem tot 2018 aan de club verbond. De Zuid-Duitse topclub betaalde een afkoopsom van € 200.000 aan Karlsruher SC. Walter kreeg de leiding over het elftal voor onder-17, waarbij Sebastian Dreier en Tobias Schweinsteiger hem assisteerden. In zijn tweede en laatste seizoen leidde hij de ploeg naar het kampioenschap van Duitsland in deze leeftijdscategorie.

### Bayern München II
Een week na het kampioenschap met de onder-17 begon Walter aan een nieuwe stap in zijn loopbaan: hij werd hoofdtrainer van Bayern München II, waarmee hij voor het eerst verantwoordelijk werd voor een seniorenteam. Samen met zijn eveneens doorgeschoven assistent Tobias Schweinsteiger kreeg hij de opdracht om promotie naar de 3. Liga af te dwingen. In het seizoen 2017/18 eindigde het team, met spelers als Niklas Dorsch en Adrian Fein, als tweede achter rivaal TSV 1860 München, waardoor promotie uitbleef en men actief bleef in de Regionalliga Bayern. Tijdens datzelfde seizoen behaalde Walter zijn Football Teacher License aan de Hennes Weisweiler Academy, onder leiding van Frank Wormuth. In april 2018 werd in overleg met technisch directeur Hasan Salihamidžić besloten zijn aflopende contract niet te verlengen, waarna hij Bayern zou verlaten.

### Holstein Kiel
In mei 2018 tekende Walter een contract tot medio 2020 bij Holstein Kiel, waar hij Markus Anfang opvolgde. Zijn voorganger had de club in het seizoen 2016/17 naar de 2. Bundesliga geleid en in het daaropvolgende debuutjaar verrassend naar de derde plaats gebracht. Promotie naar de Bundesliga werd toen nipt misgelopen na twee nederlagen in de play-offs tegen VfL Wolfsburg. Het succesvolle seizoen leidde tot het vertrek van enkele sterkhouders: topscorer Marvin Ducksch vertrok naar Fortuna Düsseldorf, terwijl aanvoerder Rafael Czichos met Anfang meeging naar 1. FC Köln. In lijn met de clubfilosofie versterkte Holstein Kiel zich met jonge spelers als Jonas Meffert en László Bénes. Walter begon daardoor met het op één na jongste team in de 2. Bundesliga aan het nieuwe seizoen. Onder zijn leiding speelde Kiel aanvallend, maar risicovol voetbal, en streed het lange tijd mee om de bovenste plekken. Uiteindelijk sloot de ploeg het seizoen af op een verdienstelijke zesde plaats. Op 12 mei 2019, tijdens de met 3–0 gewonnen thuiswedstrijd tegen Dynamo Dresden, zat Walter voor het laatst op de bank. Ondanks een doorlopend contract besloot hij de club na één seizoen te verlaten.

### VfB Stuttgart
In mei 2019 maakte VfB Stuttgart bekend dat Tim Walter was aangesteld als nieuwe hoofdtrainer. Hij tekende een contract voor twee seizoenen, waarbij de club een afkoopsom van één miljoen euro betaalde aan Holstein Kiel. Stuttgart, afkomstig uit de deelstaat Baden-Württemberg, was op dat moment nog niet verzekerd van lijfsbehoud in de Bundesliga. In de daaropvolgende promotie/degradatieplay-offs bleek 1. FC Union Berlin te sterk, waardoor Walter zijn dienstverband begon in de 2. Bundesliga. Ondanks een derde plaats halverwege het seizoen werd hij vlak voor de winterstop ontslagen door technisch directeur Sven Mislintat. Na zijn vertrek nam Walter anderhalf jaar de tijd om zich persoonlijk en professioneel verder te ontwikkelen en om te reflecteren op zijn periode bij Stuttgart.

### Hamburger SV
In mei 2021 tekende Tim Walter een contract tot juni 2023 bij Hamburger SV. Hij volgde interim-trainer Horst Hrubesch op, die op zijn beurt aan het einde van het seizoen 2020/21 was aangesteld na het ontslag van Daniel Thioune. Walter kreeg de opdracht om HSV, na vier mislukte promotiepogingen sinds de degradatie in 2018, terug te brengen naar de Bundesliga.In zijn eerste seizoen (2021/22) behaalde hij met een derde plaats het beste resultaat sinds de degradatie. Daarmee plaatste de club zich voor de promotieplay-offs tegen Hertha BSC. In de heenwedstrijd in Berlijn won HSV met 0–1 dankzij een doelpunt van  Ludovit Reis,] maar in de return in eigen huis verloor het met 0–2, waardoor promotie opnieuw uitbleef. In het bekertoernooi reikte HSV onder Walter tot de halve finale van de DFB-Pokal, waar het met 1–3 werd uitgeschakeld door SC Freiburg in het Volksparkstadion. Begin 2023 werd zijn contract verlengd tot medio 2024. In het seizoen 2022/23 eindigde HSV opnieuw als derde, waarmee voor het tweede jaar op rij promotiewedstrijden volgden, ditmaal tegen VFB-Stuttgart. Zowel de heenwedstrijd in de MHPArena als de return in Hamburg gingen verloren.
Walter en zijn team begonnen sterk aan zijn derde seizoen (2023/24) bij Hamburger SV. In de eerste vijf competitiewedstrijden werden vier overwinningen geboekt en eenmaal gelijkgespeeld. Daarna volgden echter twee pijnlijke nederlagen tegen promovendi: zowel uit bij SV Elversberg als bij VfL Osnabrück werd met 2–1 verloren. In de weken daarna bleven de resultaten in het eigen Volksparkstadion positief, maar op vreemde bodum wist HSV niet meer te winnen. Vooral de 4–2 nederlaag bij directe concurrent Holstein Kiel viel op. Halverwege het seizoen ging de club als nummer drie de winterstop in, met vier punten achterstand op koploper FC St. Pauli en Holstein Kiel. De druk op Walter nam daardoor toe. Na de winterstop begon HSV wisselvallig. In een poging het tij te keren besloot Walter vaste doelman Daniel Heuer Fernandes te vervangen door tweede keeper Matheo Raab. De ingreep had niet het gewenste effect: de eerstvolgende wedstrijd werd met 3–4 verloren van Hannover 96 in het eigen stadion. Twee dagen later, op 12 februari 2024, werd Tim Walter samen met zijn assistenten ontslagen wegens de tegenvallende resultaten.

### Hull City
Op 31 mei 2024 maakte Hull City, uitkomend in de Engelse Championship, bekend dat Walter werd aangesteld als nieuwe hoofdcoach. Hij tekende een driejarig contract en volgde daarmee Liam Rosenior op, die aan het einde van het voorgaande seizoen was ontslagen. Walter kende een moeizame start. Op 10 augustus zat hij voor het eerst op de bank tijdens de openingswedstrijd tegen Bristol City, waarin pas in blessuretijd een 1–1 gelijkspel werd veiliggesteld dankzij een benutte strafschop van Oscar Estupiñan na een 0–1 achterstand. Zijn eerste overwinning volgde op 2 september, toen Hull met 1–3 won op bezoek bij Stoke City. Dat leek het begin van een positieve reeks: ook de twee volgende wedstrijden werden gewonnen, met een overtuigende 4–1 thuiszege op Cardiff City en een 1–3 overwinning bij Queens Park Rangers. Die opleving bleek van korte duur. In de negen wedstrijden die volgden werd niet meer gewonnen, waardoor Hull wegzakte naar de 22e plaats. De clubleiding besloot daarop Walter te ontslaan.

## Persoonlijk
Walter groeide op in Stutensee bij Karlsruhe, is getrouwd en heeft drie kinderen. Hij studeerde sportwetenschappen in Karlsruhe. Via zijn grootvader heeft hij Hongaarse roots, wat ook de verklaring is voor zijn tweede naam, László.
| Van                            | Tot        | Club                 | Duels | W  | G  | V  | Pt  | Ratio |
| ------------------------------ | ---------- | -------------------- | ----- | -- | -- | -- | --- | ----- |
| 01.06.2024                     | 27.11.2024 | Hull City            | 18    | 3  | 6  | 9  | 15  | 0,83  |
| 01.07.2021                     | 12.02.2024 | Hamburger SV         | 103   | 55 | 22 | 26 | 187 | 1,82  |
| 01.07.2019                     | 23.12.2019 | VfB Stuttgart        | 20    | 11 | 4  | 5  | 37  | 1,85  |
| 01.07.2018                     | 30.06.2019 | Holstein Kiel        | 37    | 15 | 10 | 12 | 55  | 1,49  |
| 01.07.2017                     | 30.06.2018 | FC Bayern München II | 36    | 22 | 8  | 6  | 74  | 2,06  |
| Bijgewerkt tot 7 augustus 2025 |            |                      |       |    |    |    |     |       |